# Platja dels Capellans (El Port de la Selva)
La platja del Capellans és una platja del municipi del Port de la Selva (Alt Empordà), situada a la badia del Port de la Selva, entre la platja d'en Taita i la platgeta del Mirador. Té una longitud de 36 m i una amplada de 8 m, formada per sorres gruixudes, grava i còdols.
El nom de la platja fa referència als monjos de monestir de Sant Pere de Rodes, que baixaven a la platja a banyar-se.